# سكوت باور
سكوت باور (بالإنجليزية: Scott Bower)‏ (27 يونيو 1978 في الولايات المتحدة - ) هو لاعب كرة قدم أمريكي في مركز الوسط. لعب مع سان خوسيه إيرثكويكس وPortland Timbers (2001–2010) ‏ وSeattle Sounders (1994–2008) ‏ وGeneration Adidas ‏.

## وصلات خارجية
- سكوت باور على موقع الدوري الأمريكي (الإنجليزية)
- سكوت باور على موقع قاعدة بيانات كرة القدم.إي يو (الإنجليزية)